# Bernard Moullier
Bernard Moullier (27 settembre 1957) è un ex saltatore con gli sci francese.

## Biografia
Debuttò in campo internazionale in occasione della tappa del Torneo dei quattro trampolini di Oberstdorf del 30 dicembre 1978 (73°). In Coppa del Mondo di salto esordì il 30 dicembre 1979 a Oberstdorf (31°) e ottenne l'unico podio il 19 gennaio 1980 a Thunder Bay (2°).
In carriera prese parte a un'edizione dei Giochi olimpici invernali, Lake Placid 1980 (24° nel trampolino normale, 37° nel trampolino lungo).

## Palmarès

### Coppa del Mondo
- Miglior piazzamento in classifica generale: 25º nel 1980
- 1 podio (individuale):
  - 1 secondo posto